# Szczakowianka Jaworzno
Maillots
Le KS Szczakowianka Jaworzno est un club polonais de football basé à Jaworzno.